# Asociación Deportiva Municipal Liberia
Maillots
Le AD Municipal Liberia est un club costaricien de football basé à Liberia.

## Histoire
Le 7 juillet 2007, Nicolas Philibert est nommé Directeur Sportif de Liberia Mia, dont le propriétaire est Mario Sotela. Après avoir dirigé également l'Alto Rendimiento (U20) Nicolas Philibert, recrute Alain Gay Hardy pour diriger avec lui l'équipe professionnelle. Il intégrera dans l'effectif puis l'équipe première  des jeunes comme Cristian Gamboa, Junior Alvarado ou Allen Guevarra qui deviendront plus tard internationaux. Nicolas Philibert démissionnera l'année du titre, après que son Président ait été soupçonné d"avoir voulu acheter des matchs.  
Trois footballeurs français évoluent au club cette année-là, Jacques Rémy et Michel Gafour. Bruno Savry a également joué au club en 2007.

## Palmarès
- Championnat du Costa Rica (1) 
  - Champion : 2009 (C)

## Joueurs emblématiques
- Bruno Savry
- Jacques Rémy